# Oberleitungsbus Sarajevo
| \| \| \| Trg Austrije \| \| \| \| \| Drvenija \| \| \| \| \| \| \| \| \| \| Čobanija \| \| \| \| \| Hidrogradnja \| \| \| \| \| \| \| \| \| \| Skenderija \| \| \| \| \| Miljacka \| \| \| \| \| Skenderija \| \| \| \| \| Hamze Hume \| \| \| \| \| Alipašina \| \| \| \| \| Željeznička stanica \| \| \| \| \| Pijaca \| \| \| \| \| \| \| \| \| \| Stadion \| \| \| \| \| Jezero \| \| \| \| \| Vogošća \| \| \| \| \| Kovačići \| \| \| \| \| Zagrebačka \| \| \| \| \| Grbavica \| \| \| \| \| Stadion Grbavica \| \| \| \| \| Azize Šaćirbegović \| \| \| \| \| Hrasno \| \| \| \| \| A. B. Šimića \| \| \| \| \| Otoka \| \| \| \| \| Hrasno I \| \| \| \| \| Aneks \| \| \| \| \| \| \| \| \| \| Švrakino II \| \| \| \| \| Depot \| \| \| \| \| Švrakino selo \| \| \| \| \| Mercator Alipašino polje \| \| \| \| \| Mojmilo \| \| \| \| \| Alipašino polje \| \| \| \| \| \| \| \| \| \| Mojmilo II \| \| \| \| \| Dobrinja V \| \| \| \| \| Dobrinja III \| \| \| \| \| Dobrinja II \| \| \| \| \| Dobrinja \| \| \| \| \| Grenze zur Republika Srpska \| \| \| \| \| Lukavica \| \| |  |                             |                             |
| U-Bahn-Kopfbahnhof Streckenanfang |  | Trg Austrije                | Trg Austrije                |
| U-Bahn-Haltepunkt / Haltestelle |  | Drvenija                    | Drvenija                    |
| U-Bahn-Strecke von links · U-Bahn-Abzweig geradeaus und nach rechts |  |                             |                             |
| U-Bahn-Strecke · U-Bahn-Haltepunkt / Haltestelle |  | Čobanija                    | Čobanija                    |
| U-Bahn-Haltepunkt / Haltestelle · U-Bahn-Strecke geradeaus |  | Hidrogradnja                | Hidrogradnja                |
| U-Bahn-Strecke nach links · U-Bahn-Abzweig geradeaus und von rechts |  |                             |                             |
| U-Bahn-Haltepunkt / Haltestelle |  | Skenderija                  | Skenderija                  |
| U-Bahn-Strecke von links · U-Bahn-Strecke unter Wasserlauf Anfang Hochstrecke, Ende Hochstrecke und quer · U-Bahn-Abzweig geradeaus, nach rechts und von rechts |  | Miljacka                    | Miljacka                    |
| U-Bahn-Strecke · U-Bahn-Haltepunkt / Haltestelle |  | Skenderija                  | Skenderija                  |
| U-Bahn-Haltepunkt / Haltestelle · U-Bahn-Strecke |  | Hamze Hume                  | Hamze Hume                  |
| U-Bahn-Haltepunkt / Haltestelle · U-Bahn-Strecke |  | Alipašina                   | Alipašina                   |
| U-Bahn-Strecke von links · U-Bahn-Abzweig ehemals geradeaus und nach rechts · U-Bahn-Betriebs-/Güterbahnhof Streckenanfang (Strecke außer Betrieb) · U-Bahn-Strecke |  | Željeznička stanica         | Željeznička stanica         |
| U-Bahn-Haltepunkt / Haltestelle · U-Bahn-Strecke (außer Betrieb) · U-Bahn-Tunnel (Strecke außer Betrieb) · U-Bahn-Strecke |  | Pijaca                      | Pijaca                      |
| U-Bahn-Abzweig geradeaus und ehemals nach links · U-Bahn-Kreuzung geradeaus unten (Strecken außer Betrieb) · U-Bahn-Strecke nach rechts (außer Betrieb) · U-Bahn-Strecke |  |                             |                             |
| U-Bahn-Haltepunkt / Haltestelle · U-Bahn-Strecke (außer Betrieb) · U-Bahn-Strecke |  | Stadion                     | Stadion                     |
| U-Bahn-Kopfbahnhof Streckenende · U-Bahn-Abzweig geradeaus und nach links (Strecke außer Betrieb) · U-Bahn-Strecke von rechts (außer Betrieb) · U-Bahn-Strecke |  | Jezero                      | Jezero                      |
| U-Bahn-Strecke (außer Betrieb) · U-Bahn-Bahnhof (Strecke außer Betrieb) · U-Bahn-Strecke |  | Vogošća                     | Vogošća                     |
| U-Bahn-Strecke nach links (außer Betrieb) · U-Bahn-Strecke nach rechts (außer Betrieb) · U-Bahn-Haltepunkt / Haltestelle |  | Kovačići                    | Kovačići                    |
| U-Bahn-Haltepunkt / Haltestelle |  | Zagrebačka                  | Zagrebačka                  |
| U-Bahn-Haltepunkt / Haltestelle |  | Grbavica                    | Grbavica                    |
| U-Bahn-Haltepunkt / Haltestelle |  | Stadion Grbavica            | Stadion Grbavica            |
| U-Bahn-Haltepunkt / Haltestelle |  | Azize Šaćirbegović          | Azize Šaćirbegović          |
| U-Bahn-Strecke von links · U-Bahn-Haltepunkt / Haltestelle quer · U-Bahn-Abzweig geradeaus, nach rechts und von rechts |  | Hrasno                      | Hrasno                      |
| U-Bahn-Haltepunkt / Haltestelle · U-Bahn-Strecke |  | A. B. Šimića                | A. B. Šimića                |
| U-Bahn-Kopfbahnhof Strecke ab hier außer Betrieb · U-Bahn-Strecke |  | Otoka                       | Otoka                       |
| U-Bahn-Strecke (außer Betrieb) · U-Bahn-Haltepunkt / Haltestelle |  | Hrasno I                    | Hrasno I                    |
| U-Bahn-Strecke (außer Betrieb) · U-Bahn-Haltepunkt / Haltestelle |  | Aneks                       | Aneks                       |
| U-Bahn-Strecke nach links (außer Betrieb) · U-Bahn-Strecke quer (außer Betrieb) · U-Bahn-Strecke quer (außer Betrieb) · U-Bahn-Abzweig geradeaus und ehemals von rechts |  |                             |                             |
| U-Bahn-Haltepunkt / Haltestelle |  | Švrakino II                 | Švrakino II                 |
| U-Bahn-Betriebs-/Güterbahnhof Streckenanfang und quer · U-Bahn-Abzweig geradeaus, nach rechts und von rechts |  | Depot                       | Depot                       |
| U-Bahn-Haltepunkt / Haltestelle |  | Švrakino selo               | Švrakino selo               |
| U-Bahn-Haltepunkt / Haltestelle |  | Mercator Alipašino polje    | Mercator Alipašino polje    |
| U-Bahn-Haltepunkt / Haltestelle |  | Mojmilo                     | Mojmilo                     |
| U-Bahn-Haltepunkt / Haltestelle |  | Alipašino polje             | Alipašino polje             |
| |  |                             |                             |
| U-Bahn-Haltepunkt / Haltestelle |  | Mojmilo II                  | Mojmilo II                  |
| U-Bahn-Haltepunkt / Haltestelle |  | Dobrinja V                  | Dobrinja V                  |
| U-Bahn-Haltepunkt / Haltestelle |  | Dobrinja III                | Dobrinja III                |
| U-Bahn-Haltepunkt / Haltestelle |  | Dobrinja II                 | Dobrinja II                 |
| U-Bahn-Kopfbahnhof Strecke ab hier außer Betrieb |  | Dobrinja                    | Dobrinja                    |
| U-Bahn-Grenze (Strecke außer Betrieb) |  | Grenze zur Republika Srpska | Grenze zur Republika Srpska |
| U-Bahn-Kopfbahnhof Streckenende (Strecke außer Betrieb) |  | Lukavica                    | Lukavica                    |

Der Oberleitungsbus Sarajevo ist das Oberleitungsbus-System der bosnisch-herzegowinischen Hauptstadt Sarajevo. Es ist das einzige des Landes und wird vom kommunalen Verkehrsunternehmen Javno Komunalno Preduzeće – Gradski Saobraćaj Sarajevo (JKP GRAS Sarajevo) betrieben. Der Oberleitungsbus ging 1984 in Betrieb und ergänzt seitdem die bereits 1885 eröffnete Straßenbahn Sarajevo.

## Netz

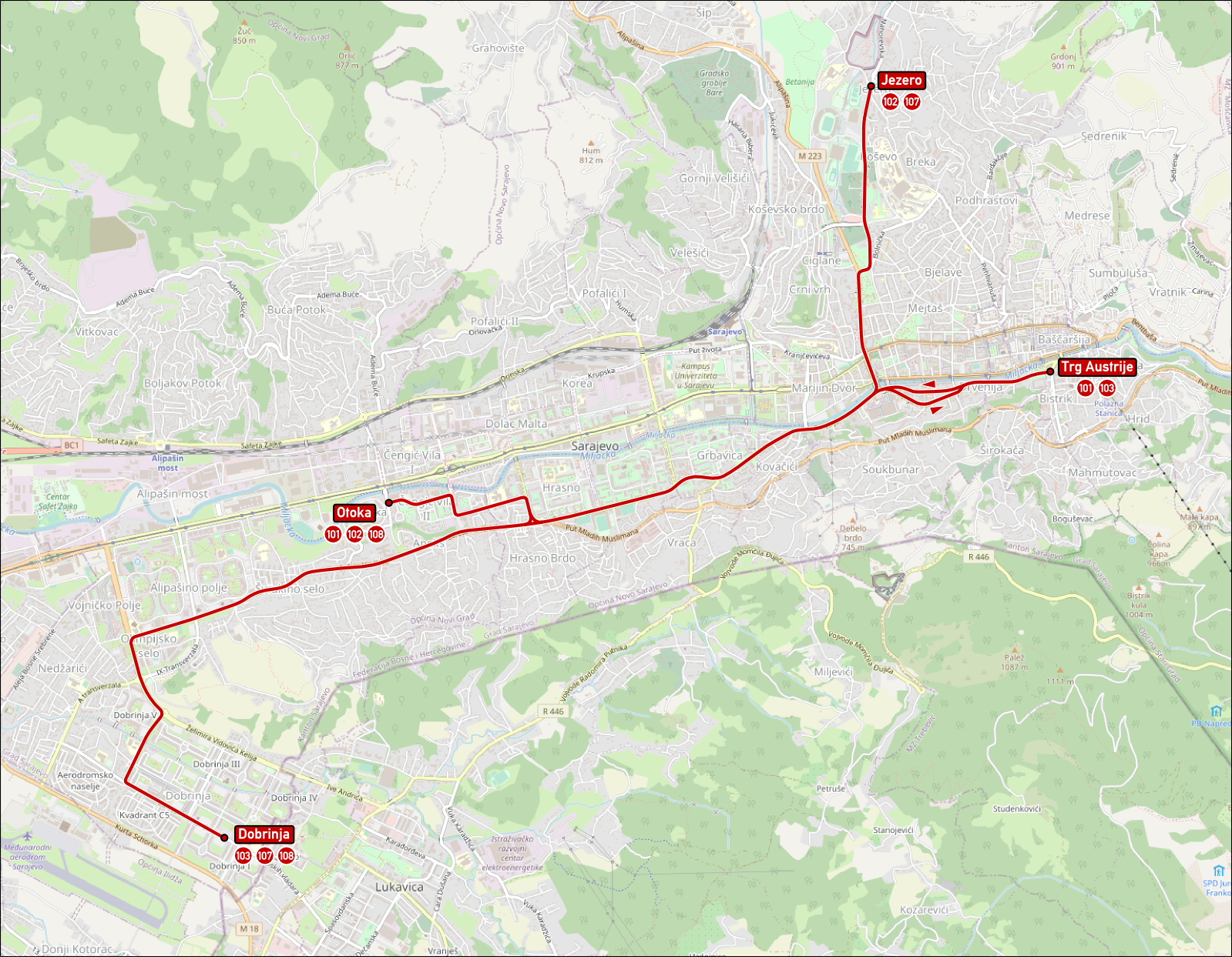
Topographischer Netzplan

Das O-Bus-Netz besteht heute aus acht Linien, durch die zusammen 42 Haltestellen bedient werden. Wichtigster Knotenpunkt ist das Fahrleitungsdreieck neben der Brücke über die Miljacka, das von allen Linien außer der 108 befahren wird. Dort besteht an den Haltestellen Skenderija beziehungsweise Hamze Hume auch eine direkte Umsteigemöglichkeit zu fast allen Straßenbahnlinien.
| 101 | Trg Austrije – Otoka           |
| 102 | Jezero – Otoka                 |
| 103 | Trg Austrije – Dobrinja        |
| 104 | Trg Austrije – Alipašino Polje |
| 105 | Trg Austrije – Vogošća         |
| 106 | Otoka – Vogošća                |
| 107 | Jezero – Dobrinja              |
| 108 | Otoka – Dobrinja               |

## Geschichte

Trolleybus-Fahrschein von 1990, der Fahrpreis betrug damals 70 Jugoslawische Dinar

Am 16. September 1984 erhielt Sarajevo nach dem 1947 eröffneten Oberleitungsbus Belgrad das zweite O-Bus-System der Sozialistischen Föderativen Republik Jugoslawien, beim Aufbau half das tschechoslowakische Unternehmen EZ Praha. Zuvor verkehrten allerdings auch schon in Ljubljana und Rijeka (jeweils bis 1971) sowie in Split (bis 1972) O-Busse. Der O-Bus-Betrieb in Sarajevo wurde im Hinblick auf die Olympischen Winterspiele 1984 eingeführt, um die stark nachgefragte Straßenbahn zu entlasten. Tatsächlich ging er aber erst über ein halbes Jahr nach Beendigung der Spiele in Betrieb. Zwar verkehrt der Oberleitungsbus überwiegend parallel zur einzigen Straßenbahnstrecke, bedient anders als diese aber vor allem die Trabantenstädte links der Miljacka, wo es zuvor noch keinen elektrischen Nahverkehr gab.
Anfangs bestand das System aus den beiden Linien 101 Hrasno – Trg 6. aprila (heute Trg Austrije) und 102 Hrasno – Pionirska dolina (heute Jezero). Am 23. November 1984 folgten schließlich die Linien 103 Trg 6. aprila – Lukavica samt Verstärkerlinie 104 Trg 6. aprila – Alipašino polje, bevor das Netz am 23. Juli 1985 mit der Eröffnung der abschnittsweise recht steilen Überlandlinie 105 Trg 6. aprila – Vogošća weitgehend komplett war. Ende 1986 wurde dann die heutige Safeta-Hadžića-Straße fertiggestellt, seitdem verkehren die O-Busse Richtung Dobrinja beziehungsweise Lukavica nicht mehr über Otoka, sondern auf direktem Weg durch Aneks. Die Serpentinenstrecke Otoka–Švrakino II sowie die Zwischen-Wendeschleife Hrasno wurden gleichzeitig aufgelassen, Otoka fortan von einer neuen Linie 106 nach Vogošća bedient.
Nie im Linienverkehr bedient wurde die Strecke zum Bahnhof, serbokroatisch Željeznička stanica. Sie diente lediglich als Betriebsstrecke zum Straßentunnel im Stadtteil Ciglane. Er wurde vor seiner 1988 erfolgten Freigabe für den öffentlichen Verkehr als provisorisches Depot genutzt und schließlich durch den bis heute bestehenden Betriebshof im Stadtteil Alipašino polje ersetzt.

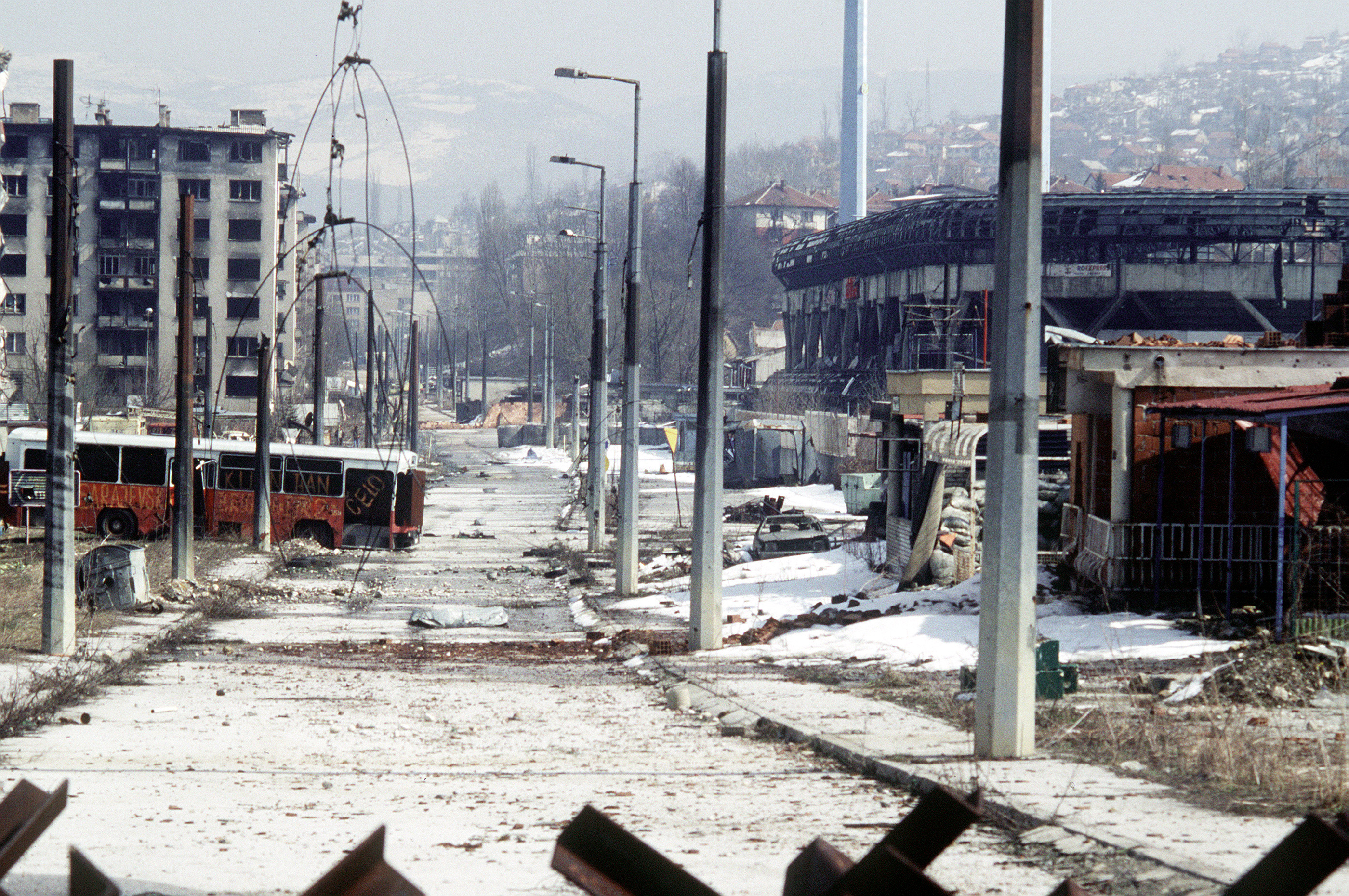
Im Krieg beschädigte Oberleitungen beim Stadion Grbavica

Aufgrund des Bosnienkriegs und der damit verbundenen Belagerung von Sarajevo ruhte einige Jahre lang der gesamte O-Bus-Betrieb. Bereits am 6. April 1992 war die Infrastruktur erstmals beschädigt worden, bevor dann am 14. April schwere Kampfhandlungen im Stadtteil Grbavica zur Unterbrechung der dortigen Strecke führten. Sie konnte aufgrund des permanenten Beschusses nicht mehr repariert werden. Am 18. April wurde schließlich auch das Depot samt zahlreicher Fahrzeuge so stark beschädigt, dass der O-Bus-Verkehr gänzlich eingestellt werden musste. Nicht zuletzt verlief ein kürzerer Abschnitt der Hauptstrecke beim Stadion Grbavica fortan durch serbisch kontrolliertes Gebiet, wodurch auch das Depot vom übrigen Netz getrennt war.
Erst am 26. November 1995 konnte der O-Bus-Verkehr provisorisch wieder aufgenommen werden, anfangs pendelten jedoch nur zwei Fahrzeuge auf einer eigens eingerichteten Linie 104A zwischen Otoka und Alipašino polje. Nur wenige Wagen überstanden die Belagerung unbeschädigt, 67 der damals rund 90 O-Busse waren vollständig zerstört. Die Streckenäste zum Trg Austrije und nach Dobrinja gingen schließlich 1996 wieder in Betrieb, nicht zuletzt mit Hilfe von gebraucht übernommenen Fahrzeugen aus Tschechien. In den Jahren 1997 und 1998 folgten auch Wagen von Betrieben in Deutschland und den Niederlanden, die den O-Bus-Verkehr weiter stabilisieren halfen. Die Linie 104A wurde 1997 zugunsten der Wiedereinführung der regulären Vorkriegslinien 101, 103 und 104 wieder eingestellt. Als letzte Wiedereröffnung nach dem Krieg folgte schließlich 2000 die wiederum von der Linie 102 bediente Verbindung nach Jezero. Nicht mehr aufgenommen wurde hingegen der Betrieb der Linien 105 und 106 in die eigenständige Gemeinde Vogošća – die Überlandstrecke dorthin wurde ebenfalls durch Kriegseinwirkungen zerstört. Aus politischen Gründen gleichfalls stillgelegt blieb der circa 400 Meter lange Abschnitt Dobrinja – Lukavica, der Endpunkt Lukavica liegt im Stadtteil Istočno Sarajevo der zur heutigen Republika Srpska gehört.

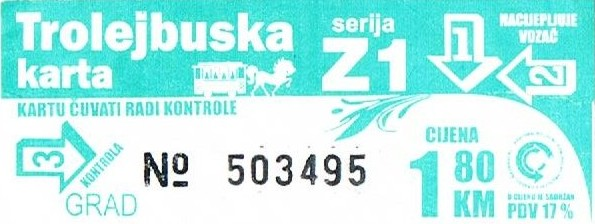
Im November 2015 ausgegebener Trolleybus-Fahrschein

2004 neu eingeführt wurde die Linie 107, die den Fahrgästen zu bestimmten Zeiten eine Direktverbindung zwischen Jezero und Dobrinja bietet. Die Verstärkerlinie 104 wurde hingegen im Juni 2009 durch die neue Linie 108 Otoka – Dobrinja ersetzt, wodurch erstmals eine Tangentialverbindung abseits der Innenstadt angeboten wird. Die Zwischenwendeschleife Alipašino polje ist seitdem ohne Linienbetrieb.
Mittelfristig ist geplant, auch den einige hundert Meter südlich der Strecke nach Dobrinja gelegenen Flughafen Sarajevo an das O-Bus-Netz anzuschließen, der bislang gar keine Anbindung an den öffentlichen Nahverkehr hat. Jedoch wehrte sich das örtliche Taxigewerbe bislang erfolgreich gegen diese Erweiterung. Zusätzlich ist der Wiederaufbau der Strecke nach Vogošća vorgesehen. Der Bau der Strecke nach Vogošća wurde 2023 beschlossen und am 27. April 2025 eröffnet.

## Fahrzeuge
Für den Oberleitungsbus Sarajevo wurden bisher folgende Wagen beschafft; die aktuell eingesetzten Fahrzeuggenerationen sind grau hinterlegt. Heute verkehren ausschließlich gebraucht von Betrieben in Deutschland und der Schweiz übernommene Oberleitungsbusse, die teilweise hochflurig sind:
| Nummern                                     | Stück | Hersteller               | Elektrik       | Typ                         | Art    | Baujahre  | Bemerkungen |
| ------------------------------------------- | ----- | ------------------------ | -------------- | --------------------------- | ------ | --------- | --- |
| 500–504, 506–519, 521–522                   | 21    | FAS 11. Oktromvri Skopje | Škoda          | S 200Tr                     | Gelenk | 1983–1987 | alle ausgemustert |
| 551–626                                     | 76    | Škoda                    | Škoda          | 14Tr                        | Solo   | 1983–1987 | alle ausgemustert |
| 627                                         | 01    | Energoinvest             | Škoda          | ŠEAL 100                    | Solo   | 1986      | Prototyp, später in 4232 umnummeriert, 2004 ausgemustert |
| 628                                         | 01    | FAS 11. Oktromvri Skopje | Škoda          | S 115Tr                     | Solo   | 1987      | Prototyp, später in 4101 umnummeriert, 2005 ausgemustert |
| 629–630, 636                                | 03    | Škoda                    | Škoda          | 14Tr                        | Solo   | 1984      | 1996 gebraucht von Marienbad übernommen |
| 631–632, 634–635                            | 04    | Škoda                    | Škoda          | 14Tr                        | Solo   | 1982–1984 | 1996 gebraucht von Pardubice übernommen |
| 4118–4124                                   | 07    | Daimler-Benz             | AEG            | O 405 GTD                   | Gelenk | 1988–1990 | Duo-Busse, in den Jahren 2002 und 2003 von Esslingen übernommenen, 2004 zu reinen Dieselbussen umgebaut und in 487–493 umnummeriert, alle bereits ausgemustert       |
| 4127, 4135, 4137, 4142                      | 04    | MAN                      | Kiepe          | SG 200 HO                   | Gelenk | 1983–1985 | zwischen 2002 und 2004 von Solingen übernommen, 16 von 20 bereits ausgemustert                                                                                       |
| 4145–4146, 4148–4150, 4153, 4156            | 07    | NAW / Hess               | ABB            | BGT 5-25                    | Gelenk | 1991/1992 | 2010 von St. Gallen übernommen, 9/17 bereits ausgemustert. 4158 wieder nicht in Betrieb                                                                              |
| 4228–4229                                   | 02    | Energoinvest             | Škoda          | ŠEAL 100                    | Solo   | 1997      | 2006 ausgemustert |
| 4301–4302                                   | 02    | Škoda                    | Škoda          | 21Tr                        | Solo   | 1996      | niederflurig |
| 4403, 4406, 4416–4418, 4422–4424, 4428–4430 | 11    | MAN                      | Kiepe          | SL 172 HO                   | Solo   | 1986/1987 | zwischen 1997 und 2005 plus drei Ersatzteilspender von Solingen übernommen, seit 2022 ausgemustert                                                                   |
| 4408–4409                                   | 02    | DAF / Den Oudsten        | Kiepe          | B79T-KM560                  | Solo   | 1986      | 1998 von Arnhem übernommen, 2005 ausgemustert |
| 4410                                        | 01    | Daimler-Benz             | AEG            | O 405 T                     | Solo   | 1986      | 2003 von Esslingen übernommenen, 2008 ausgemustert |
| 631-639                                     | 09    | NAW / Hess               | BBC            | BGT 5-25                    | Gelenk | 1987/1988 | 2015 von Genf übernommen; 4170 nicht in Betrieb |
| 650–663                                     | 16    | Hess                     | Kiepe          | BGT-N2 (Swisstrolley 2)     | Gelenk | 1997-1999 | zwischen 2019 und 2020 aus Bern übernommen, ehem. Wagen 7 und 13 als Ersatzteilspender                                                                               |
| 54–65                                       | 25    | Belkommunmasch           | Belkommunmasch | BKM 43300D (Vitovt Max Duo) | Gelenk | 2021-2022 | in Betrieb seit Mai 2022, insgesamt 25 Fahrzeuge bestellt, verfügen über Akkus mit einer Reichweite von 20 Kilometern, niederflurig, Option für 10 weitere Fahrzeuge |
|                                             | 10    | Solaris                  | Solaris        | Solaris Trollino IV 18      | Gelenk | 2025-2026 | 10 Fahrzeuge bestellt, die 2026 ausgeliefert werden sollten, verfügen über Akkus mit einer Reichweite von 20 Kilometern, niederflurig                                |

Im Januar 2021 wurden 25 Oberleitungsbusse vom Typ BKM 43300D des belarussischen Herstellers Belkommunmasch bestellt, die seit März 2022 ausgeliefert werden und über Akkus verfügen, die Fahrten von einer Länge von 20 Kilometern abseits von Oberleitungen ermöglichen. Und in März 2025 wurden 10 weitere Solaris Trollino 18 Oberleitungsbusse bestellt, die 2026 ausgeliefert werden sollten. Eine vorhandene Option zur Lieferung von zehn weiteren Fahrzeugen wurde aufgrund zwischenzeitlich verhängter Embargobestimmungen nicht eingelöst. Als Ersatz für die nicht eingelöste Option wurden stattdessen im März 2025 insgesamt zehn Oberleitungsbusse vom Typ Solaris Trollino 18 bestellt. Die Fahrzeuge, welche wie die bereits vorhandenen BKM 43300D über Akkus verfügen sollen, welche Fahrten abseits elektrifizierter Strecken mit einer Entfernung von bis zu 20 Kilometern ermöglichen, sollen ab Mitte 2026 ausgeliefert werden und den steigenden Fahrzeugbedarf abdecken, welcher sich durch den vorgesehenen Wiederaufbau der Strecke nach Vogošća ergibt.

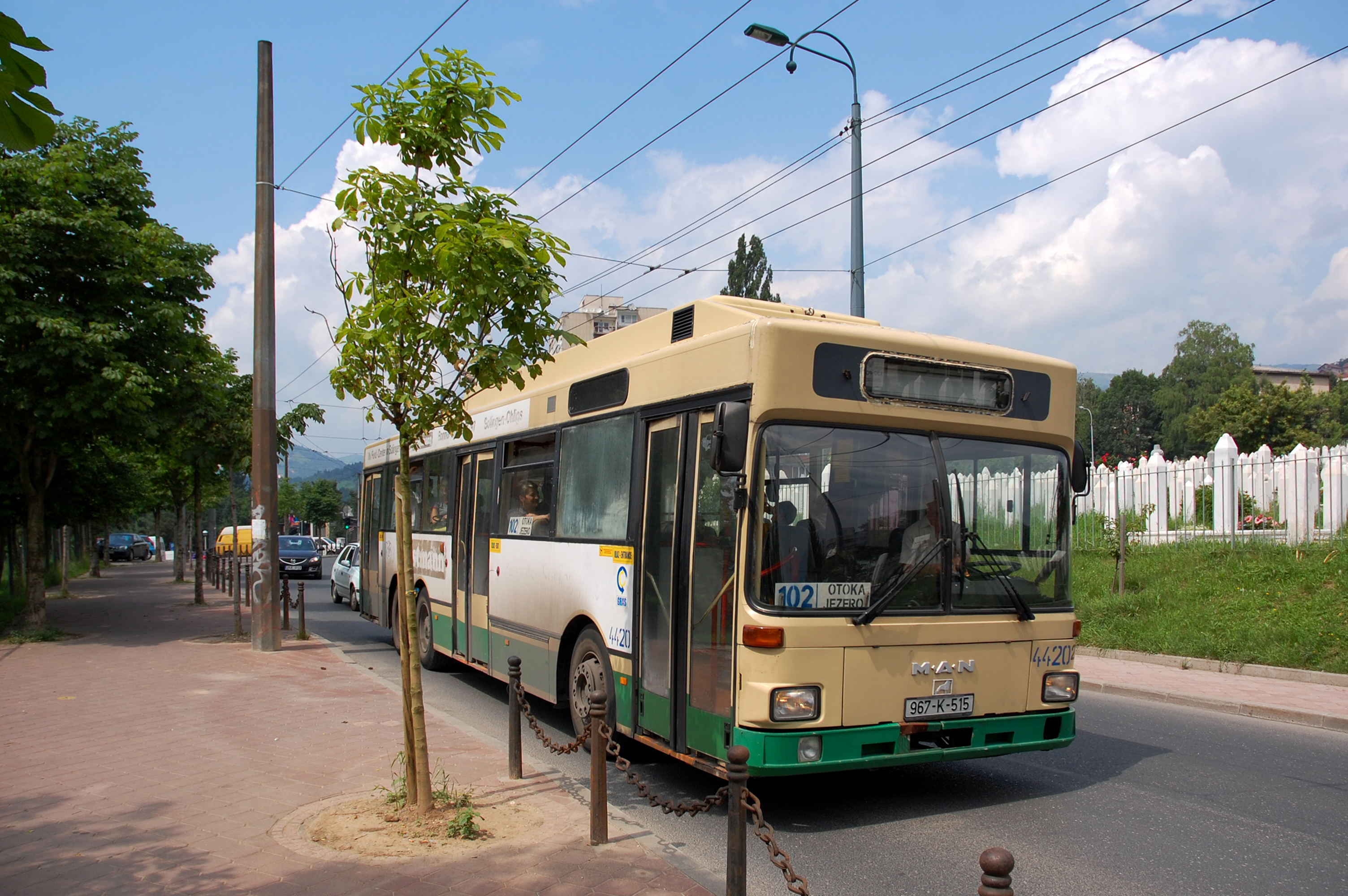
Der aus Solingen stammende Wagen 4420 vom Typ SL 172 HO, aufgenommen 2010 auf Linie 102
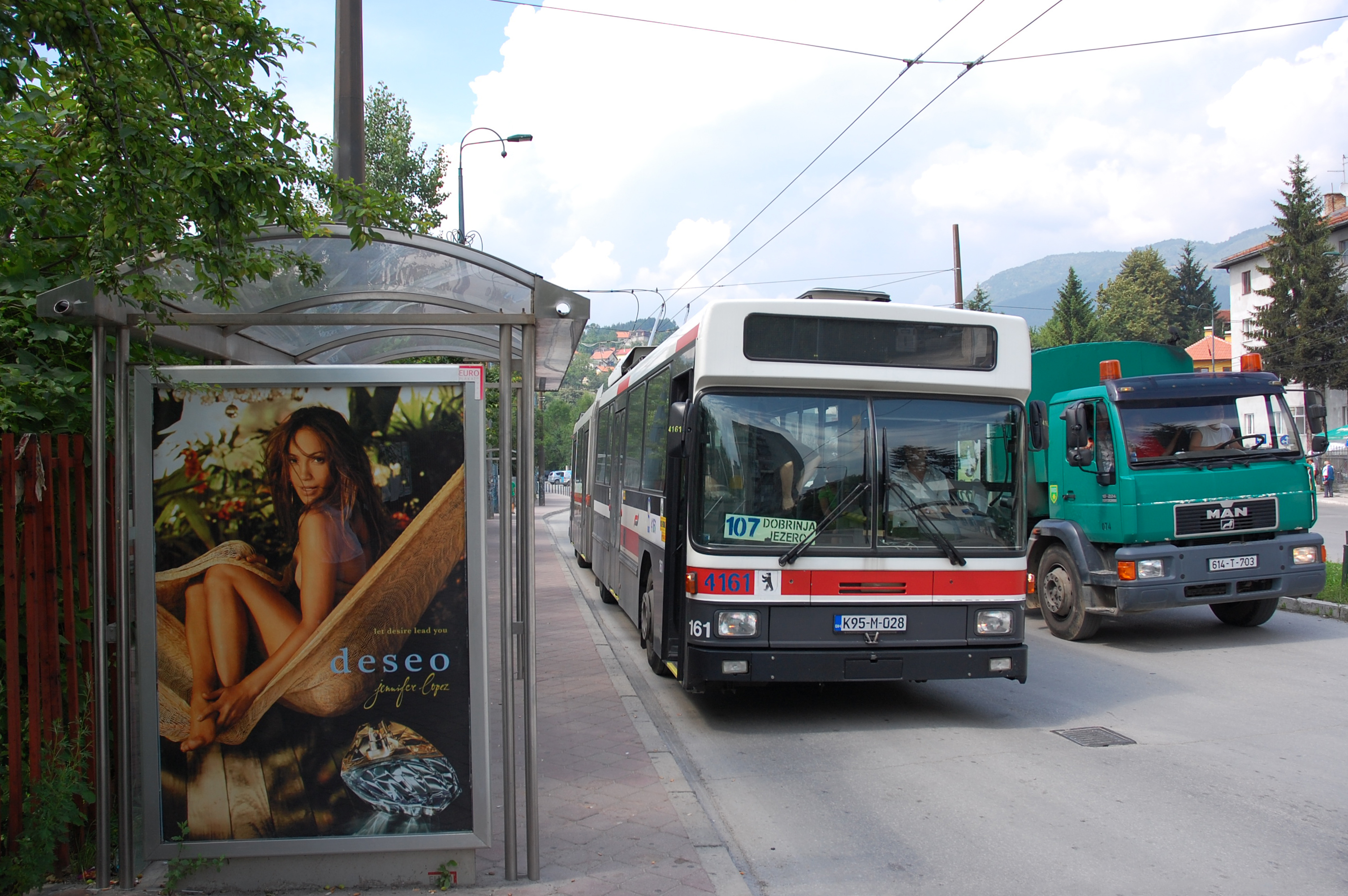
Der aus St. Gallen stammende Wagen 4161 vom Typ BGT 5-25, aufgenommen 2010 auf Linie 107
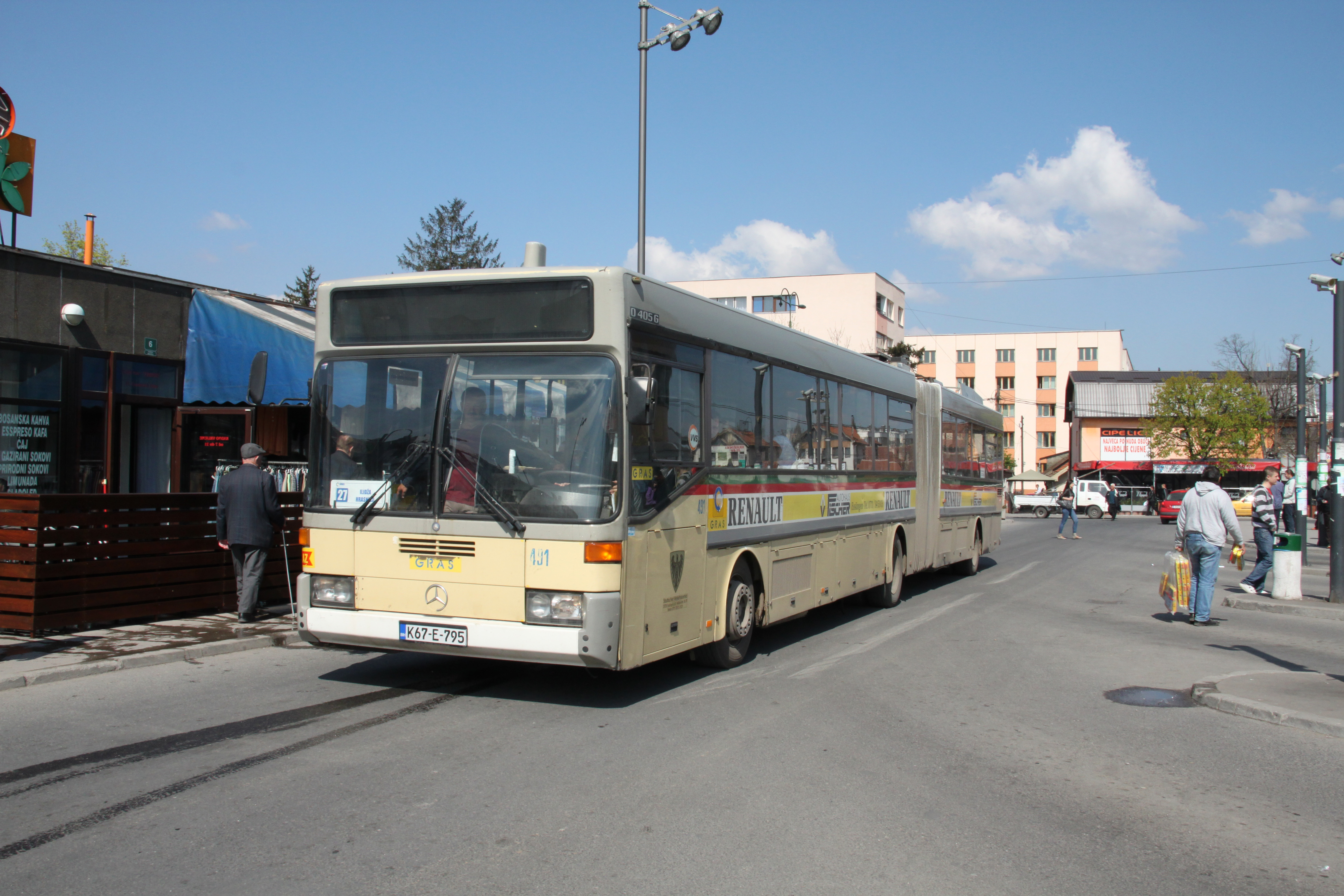
Ehemaliger Esslinger Duo-Bus des Typs O 405 GTD nach Umbau zum Dieselbus